# ベイ・ハマム

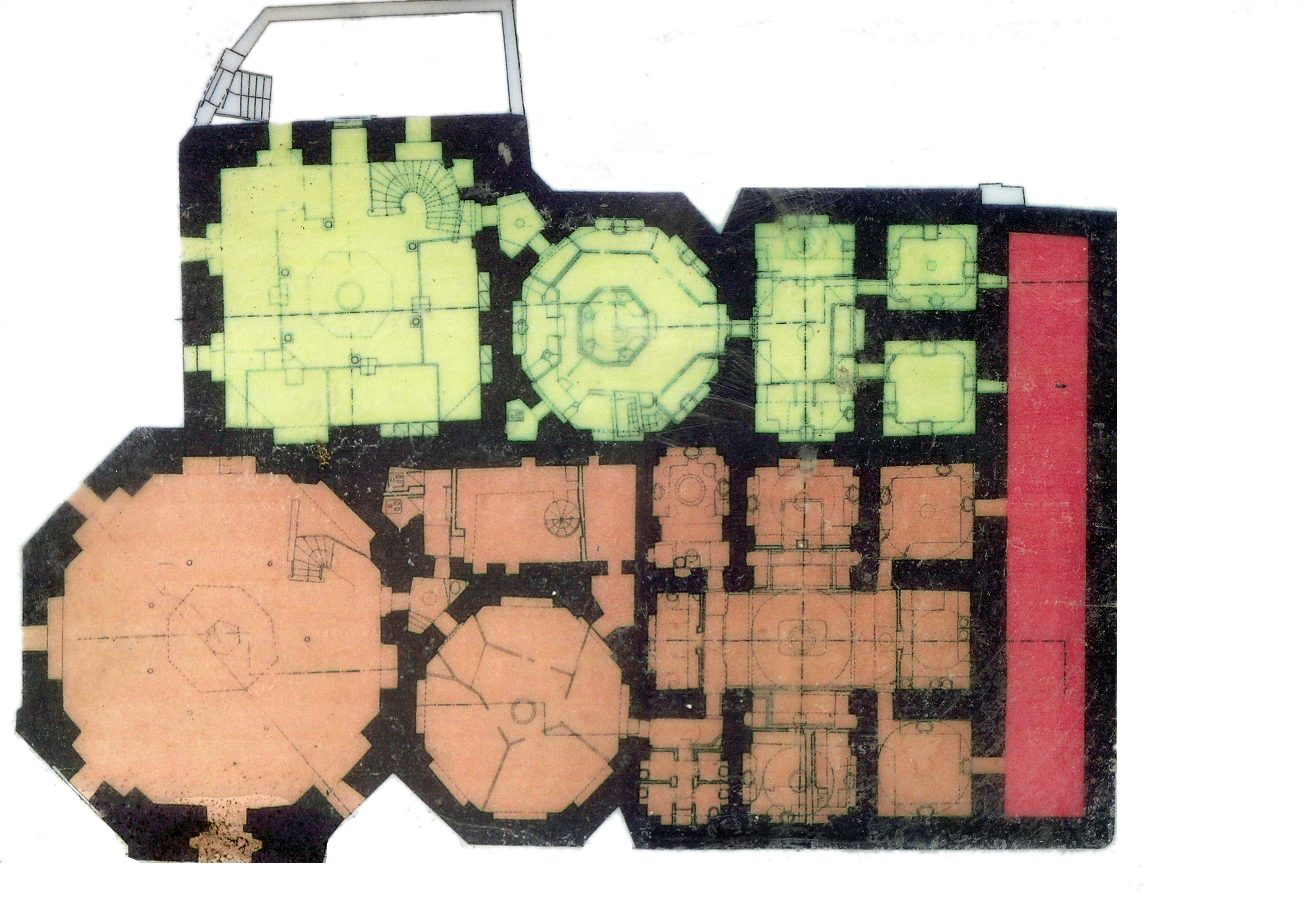
フロアプラン

ベイ・ハマム（ギリシア語: Μπέη Χαμάμ，英語: Bey Hamam）はギリシャのテッサロニキにあるハマム。1444年にオスマン帝国皇帝ムラト2世により、テッサロニキで初めてのハマムとして建設された。また、現在ギリシャに残るハマムとしては最も保存状態の良いものである。
ベイ・ハマムは男女用の区画に分けられており、さらにそれぞれ熱・温・冷の3室に分かれていた。相対的に男性用区画の方が面積が広く、豪華な内装が施されていた。建物の東側には水を供給するタンクの区画が設けられていた。男性用区画には施設内で最大面積の八角形の大きな冷浴室があり、内部が彩色されたドーム屋根で覆われている。その南東には少し小ぶりの温浴室があり、ドーム屋根内部は植物の模様が描かれている。もっとも東側には熱浴室の小部屋群があり、マッサージ用のテーブルが置かれていた。
施設は1968年まで実際に使われており、当時は『パラダイス・バス』と呼ばれていた。現在、ベイ・ハマムはギリシャ政府の管理下にあり、イベントや展示会などの会場として使われたり、一部はミュージアムショップが入居している。

## 現地へのアクセス
- ギリシャ国鉄 テッサロニキ新駅の南東1.5km
- アリストテレス広場バス停（Πλατεία Αριστοτέλους）の直近